# Yu Nan
Yu Nan (en chino: 余男, pinyin yunán; Dalian, 5 de septiembre de 1978) es una actriz china.    

## Biografía
Estudió en la Academia de Cine de Pekín, donde se graduó en 1999.
Maneja con fluidez los idiomas mandarín, francés e inglés.

## Carrera
Su primer papel fue en Eclipse Lunar 月蚀 de 1999. 
Comenzó su carrera trabajando con varios directores del cine chino, desde entonces, ha aparecido en tres películas más del director Wang Quan'an: en Jingzhe, que ganó en los premios Golden Rooster Awards a Mejor Actriz, y el premio del Festival Internacional de Cine de París en 2003, también ganó el oro del Festival de Berlín en 2007 y ganó el premio de Mejor Actriz en el Chicago International Film Festival, y en 2009 en el Festival Internacional de Cine de Montreal.
En 2008 actuó En el amor confiamos en chino 左右, del director Wang Xiaoshuai, que ganó el Oso de Plata en el Festival Internacional de Cine de Berlín ese mismo año.
En 2009 participó en tierra de nadie (无人区) del director de Ning Hao.
Ha aparecido en varias producciones internacionales, incluyendo la película francesa Fureur (2003), la película taiwanesa Mi ADN dice te amo (2008), perros endemoniados en (2007), Speed Racer (2008) de los hermanos Wachowski
En 2012 se unió al elenco principal de la película The Expendables 2 donde interpretó a Maggie Chan, una agente de la CIA que trabaja para Church (Bruce Willis) y que se une a los "Expandables" para recuperar la caja fuerte perdida. En la película compartió créditos con los actores Sylvester Stallone, Jason Statham, Jet Li, Dolph Lundgren, Chuck Norris, Terry Crews, Randy Couture, Jean-Claude Van Damme, Arnold Schwarzenegger, Liam Hemsworth y Scott Adkins.
En 2015 participó en Wolf Warriors (战狼) dirigida por Wu Jing nombrada Long Xiaoyun y en Lovers and Movies (爱我就陪我看电影) dirigida por Niu Chaoyang nombrada Ruoyao.

## Filmografía

### Películas
| Año  | Título                       | Personaje   | Notas |
| ---- | ---------------------------- | ----------- | --- |
| 2014 | Beijing Love Story           | Zhang Lei   | junto a Tony Leung Ka-fai, Carina Lau, Wang Xuebing, Liu Haoran y Chen Sicheng                               |
| 2014 | The Taking of Tiger Mountain | Qang Lian   | junto a Zhang Hanyu, Tony Leung Ka-fai, Lin Gengxin, Chen Xiao, Tong Liya y Han Geng                         |
| 2012 | The Expendables 2            | Maggie Chan | junto a Sylvester Stallone, Jason Statham, Jet Li, Dolph Lundgren, Chuck Norris, Terry Crews y Randy Couture |